# Franz Alban
Franz (auch: Franciscus) Alban (* 19. Februar 1781 in Züschen; † 9. Mai 1856 ebenda) war ein deutscher Schuhmacher und Politiker.

## Leben
Alban war der Sohn des Schuhmachermeisters Adam Alban (* 9. März 1747 in Züschen; † 22. November 1816 ebenda) und dessen Ehefrau Magdalena geborene Scheffer (* 9. März 1747 in Züschen; † 27. Dezember 1810 ebenda). Er war evangelisch und heiratete am 22. Januar 1809 in Züschen Anna Elisabeth Bernhard (* 18.(16.?) April 1777 in Niedenstein; † 19. September 1844 in Züschen), die Tochter des Bäckermeisters Abias Bernhard und dessen Ehefrau Anna Catharina geborene Kroener.
Alban lebte als Schuhmachermeister in Züschen. Von Herbst 1821 bis Herbst 1823 war er Bürgermeister seiner Heimatstadt. Als solcher war er von [Herbst] 1821 bis [Herbst] 1823 Mitglied des Landstandes des Fürstentums Waldeck.